# Andrzej Szczytko

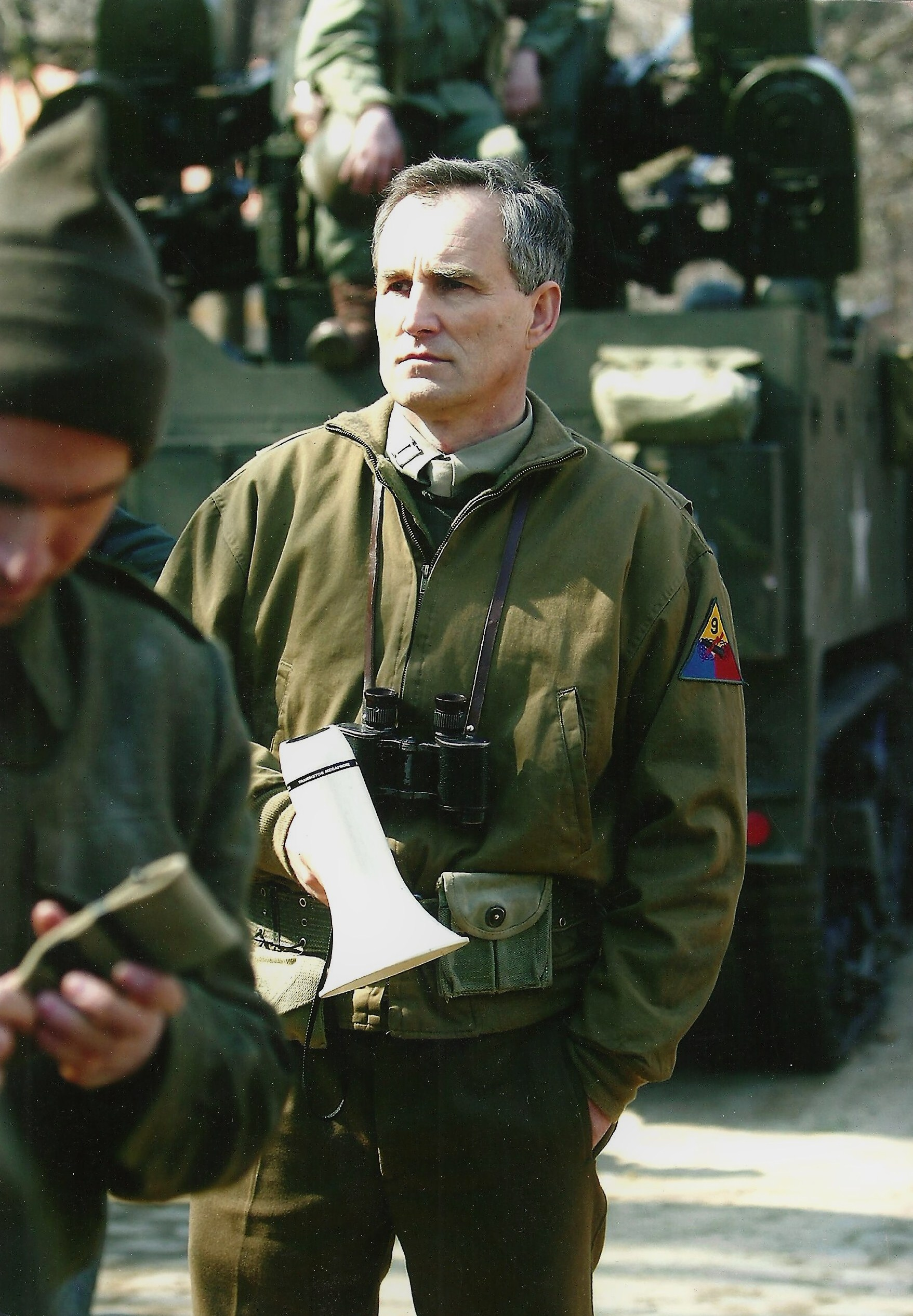
Andrzej Szczytko (2007)

Andrzej Szczytko (* 9. Oktober 1955 in Grajewo, Polen; † 11. Juni 2021 in Posen) war ein polnischer Schauspieler und Regisseur.

## Biografie
Szczytko studierte an der Staatlichen Hochschule für Film, Fernsehen und Theater in Łódź sowie an der Goodman School of Drama (DePaul University) und arbeitete in den Jahren von 1977 bis 1978 am Norwid-Theater in Jelenia Góra, anschließend am Theater Węgierki in Białystok (1978–1980), am Polnischen Theater in Stettin (1981–1983), dem Theater in Zielona Góra (1993–1995), dem Polnischen Theater in Poznań (1983–2000) und dem Nowy-Theater in Łódź (2009–2012). Er nahm an diversen tourneen sowie an europäischen und internationalen Festivals teil und arbeitete mit polnischen Regisseuren wie Krystian Lupa und Henryk Tomaszewski zusammen. Unter anderem war Szczytko auch Intendant des Polnischen Instituts für Theaterkunst New York (1991–1993) und des Polnischen Theaters Posen (1998–2000). 
Für die künstlerische und schauspiel-pädagogische Arbeit wurde er im 2012 mit der Auszeichnung für Verdiente um die polnische Kultur geehrt und im 2017 mit der silbernen Gloria-Artis-Medaille für kulturelle Verdienste geehrt. Szczytko bekam zahlreiche Preise und Auszeichnungen, unter anderen dem wichtigsten polnischen Witkacy-Theaterpreis 2016.

## Theaterarbeiten (Auswahl)

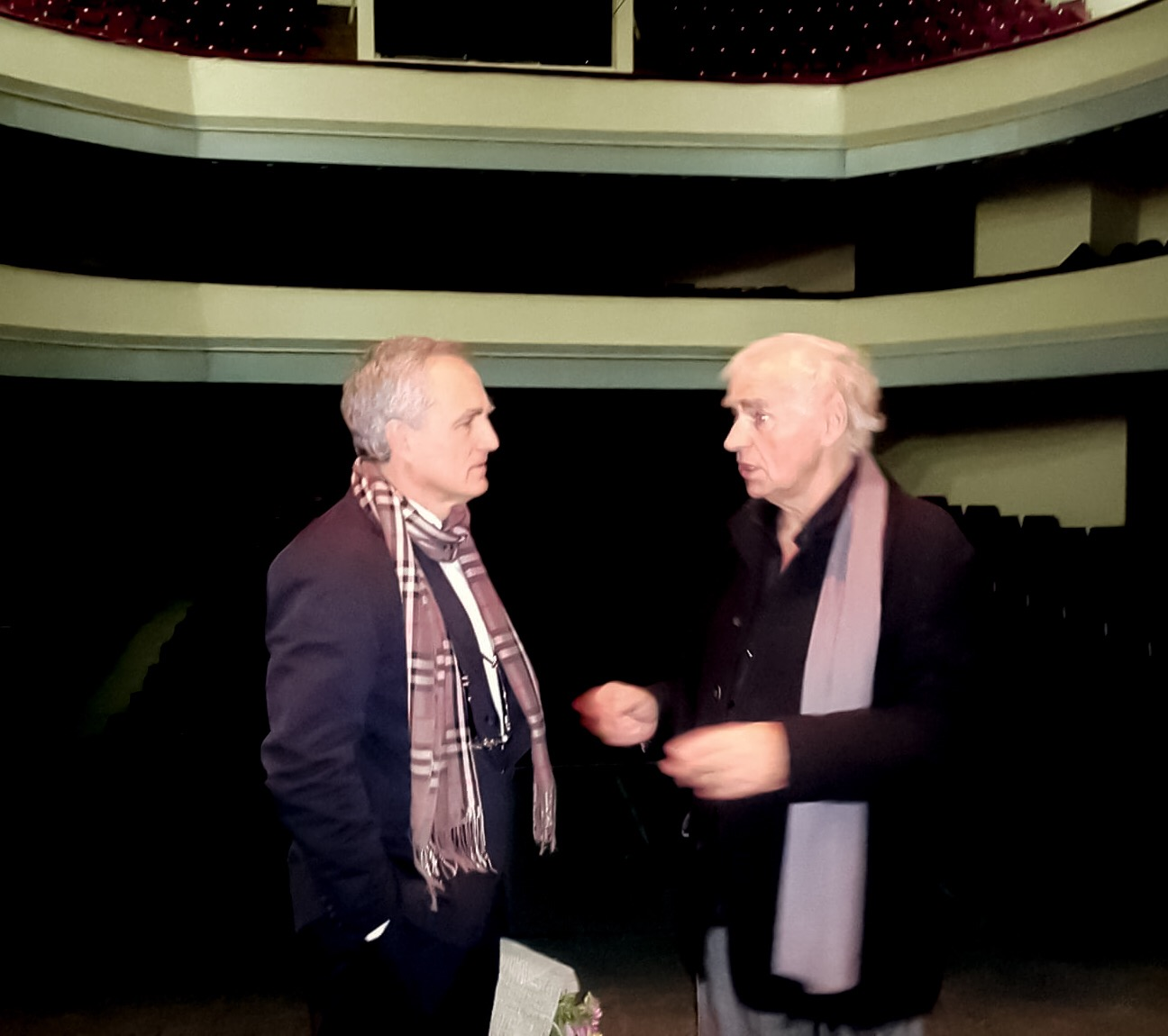
A. Szczytko und J. Głowacki, Charkiw (2014)

- 1977: Iphigenie auf Tauris nach Goethe (Orestes)
- 1982: Mutter Courage und ihre Kinder nach Bertolt Brecht (Der Fähnrich)
- 1983: Ulysses nach James Joyce (Arzt, Totengräber, Soldat)
- 1983: Der Process nach Franz Kafka (Titorelli)
- 1987: Ahnenfeier nach Adam Mickiewicz (Thomas, Wysocki, Justyn Pol)
- 1988: König Ubu nach Alfred Jarry (Verschwörer)
- 1990: Moralische Traktat nach Czeslaw Milosz, Regie
- 1999: Was ihr wollt nach William Shakespeare (Orsino, Herzog von Illyrien)
- 2010: Biedermann und die Brandstifter nach Max Frisch (Gottlieb Biedermann)
- 2014: Antigone in New York nach Janusz Glowacki, Regie
- 2017: Die Kartothek nach Tadeusz Rozewicz, Regie

## Filmografie (Auswahl)
- 1983: Mutter Courage und ihre Kinder, (Der Fähnrich)
- 1985: Die Republik Ostrowska, (Feliks Krogulecki)
- 1986: Ein Freund von Gott,
- 1986: Die Republik der Hoffnung, (Feliks Krogulecki)
- 1988–1991: Die Grenzland im Feuer, (Fernsehserie, Lenart)
- 1989: The Normal Heart, (Bruce Niles)
- 1989: Kanzler, (Urowiecki)
- 1989: Danzig 1939, (Stanislaw Poszwa)
- 1996: Posen 56, (ein Chirurg)
- 1999: Mit Feuer und Schwert, (Ataman)
- 2001–2005: Empfindungen des zwanzigsten Jahrhunderts, (Fernsehserie)
- 2006–2008: Kriminalität Welle, (Finanzminister)
- 2007: Mystery of the Codes Stronghold, (Thomas Gregg)
- 2009–2011: Don Matteo, (Rektor)
- 2014: True Law, (ein Richter)